# Piotr Pissarev
Pour les articles homonymes, voir Pissarev.
Piotr Konstantinovitch Pissarev (en russe : Пётр Константинович Писарев), né le 17 décembre 1874 dans l’oblast des Cosaques du Don et décédé le 22 décembre 1967 à Chelles, est un lieutenant-général russe, membre des armées blanches et dirigeant de l’union des volontaires contre l’occupation allemande lors de la Seconde Guerre mondiale.

## Biographie
Né dans une famille de la noblesse cosaque, Piotr Pissarev étudie à l’école militaire cosaque de Novotcherkassk qu'il quitte en 1898 au rang d’aspirant pour rejoindre le 5e régiment de cosaques du Don. En 1914 il atteint le grade de iessaoul (équivalent cosaque de capitaine).
Pendant la Première Guerre mondiale il sert dans la Ire armée du général von Rennenkampf et participe à la bataille de Gumbinnen (20 août 1914). Son 48e régiment du Don, engagé sur la ligne Altenhausen-Preußisch Eylau-Friedland, se distingue lors de cette victoire russe. Pour sa bravoure il reçoit en 1915 une épée de Saint-Georges.
En août 1916 il est promu colonel et est jusqu’en 1918 assistant du commandant du 42e régiment du Don.

### Armée des volontaires
Début 1918, Pissarev arrive à Novotcherkassk et s’engage comme simple soldat dans l’armée des volontaires (malgré son grade de colonel). Il participe à la première campagne du Kouban dans le régiment de partisans. De février à avril, il commande le régiment d’Alekseïev, ensuite il prend la tête de la 2e division. En novembre 1918, il est promu général-major.
Il commande successivement la 4e brigade de l’armée de Crimée-Azov, la 2e brigade de fusiliers du Don, la 6e division d’infanterie et le 1er corps d’armée du Kouban. En août 1919, il est également commandant de la garnison de Tsaritsyne, au rang de lieutenant-général.
De septembre 1919 à mars 1920 il dirige un groupe de l’armée du Caucase. Lors de l’évacuation de Novorossiisk, il réunit autour de lui les cosaques du Don et du Kouban refusant de capituler et rejoint la Crimée avec quinze mille hommes. En avril 1920, il devient commandant de la place-forte de Sébastopol.
Il participe aux combats de l’armée russe dans le nord de la Tauride et, succédant au général Koutepov, commande l’armée des volontaires jusqu’aux derniers combats à Perekop.
Après l’évacuation de la Crimée en novembre 1920, Pissarev se retrouve en Grèce où il devient le représentant de l’ataman du Don.

### Exil
Son exil le mène de Grèce en Yougoslavie et finalement en France. Il est actif dans les organisations d’émigrés russes, dirigeant notamment l’union des vétérans de la première campagne du Kouban. Pendant la Seconde Guerre mondiale, il est à la tête de l’union des volontaires contre l’occupation allemande.
En 1953, il est élu à Paris au poste d’ataman du Don.
Il décède le 22 décembre 1967 à Chelles (Seine-et-Marne) et est enterré dans le carré de la division d'Alekseïev au cimetière russe de Sainte-Geneviève-des-Bois.